# Dębowe Skałki
Dębowe Skałki – grupka skał w lewych zboczach wąwozu Półrzeczki w miejscowości Mników w województwie małopolskim, w powiecie krakowskim, w gminie Liszki. Pod względem geograficznym wąwóz znajduje się na Garbie Tenczyńskim (część Wyżyny Krakowsko-Częstochowskiej) w obrębie Tenczyńskiego Parku Krajobrazowego.
Dębowe Skałki znajdują się w lesie, nieco nad dnem środkowej części wąwozu i bezpośrednio sąsiadują z położoną po ich południowej stronie  Księżycową Skałą. Są to cztery, zbudowane z twardego wapienia skały tworzące krótki skalny mur. Uprawiana jest na nim wspinaczka skalna. Na skałach jest 13 dróg wspinaczkowych o trudności III –  VI.2 w skali Kurtyki i długości 12–14 m. Na skałach są filary, kominy i zacięcia. Wspinacze skalni opisują je jako Dębowe Skałki I, Dębowe Skałki II,  Dębowe Skałki III,  Dębowe Skałki IV. Wszystkie (z wyjątkiem trójkowej) posiadają asekurację: 3–4 ringi (r) i stanowiska zjazdowe (st).

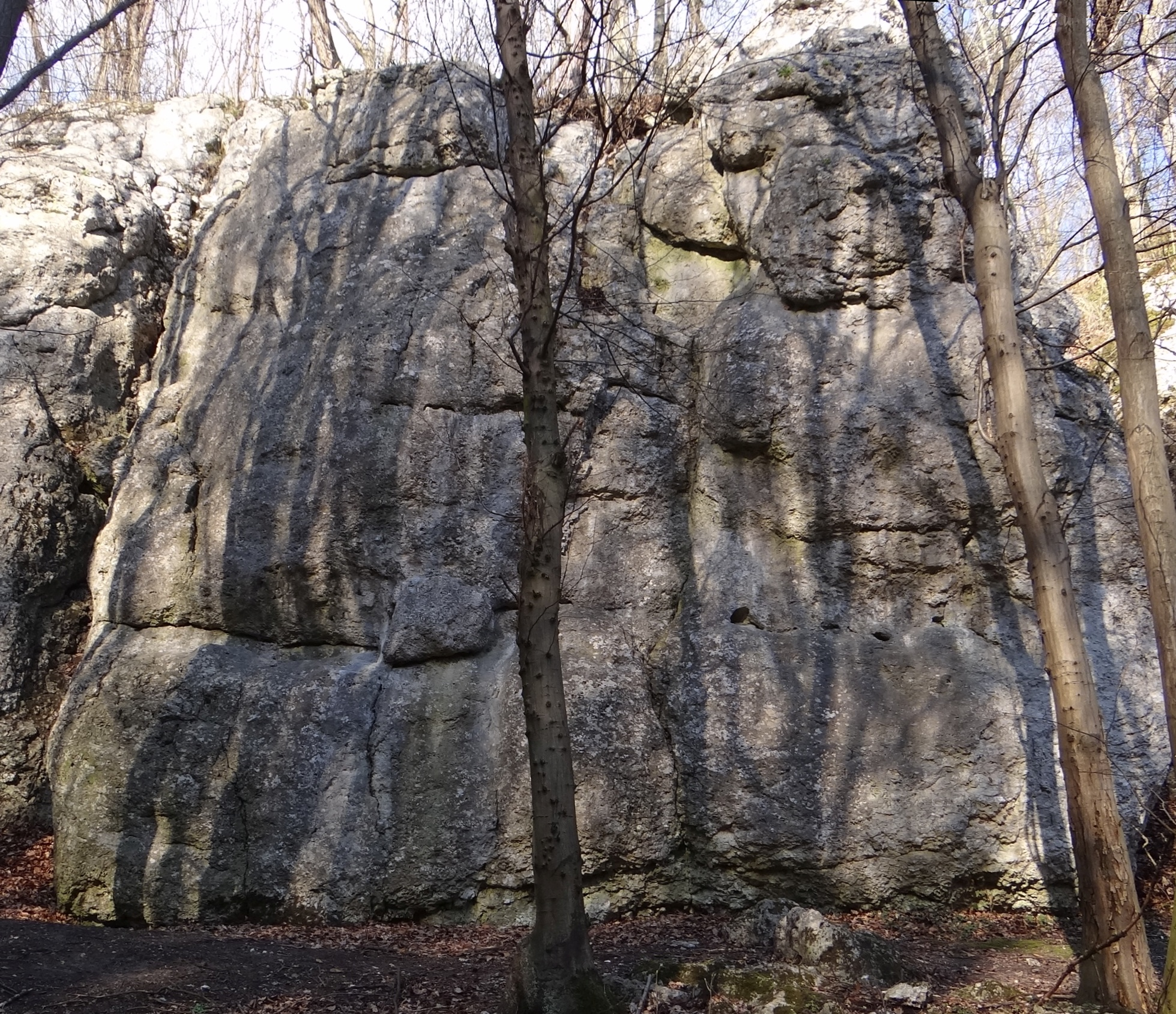
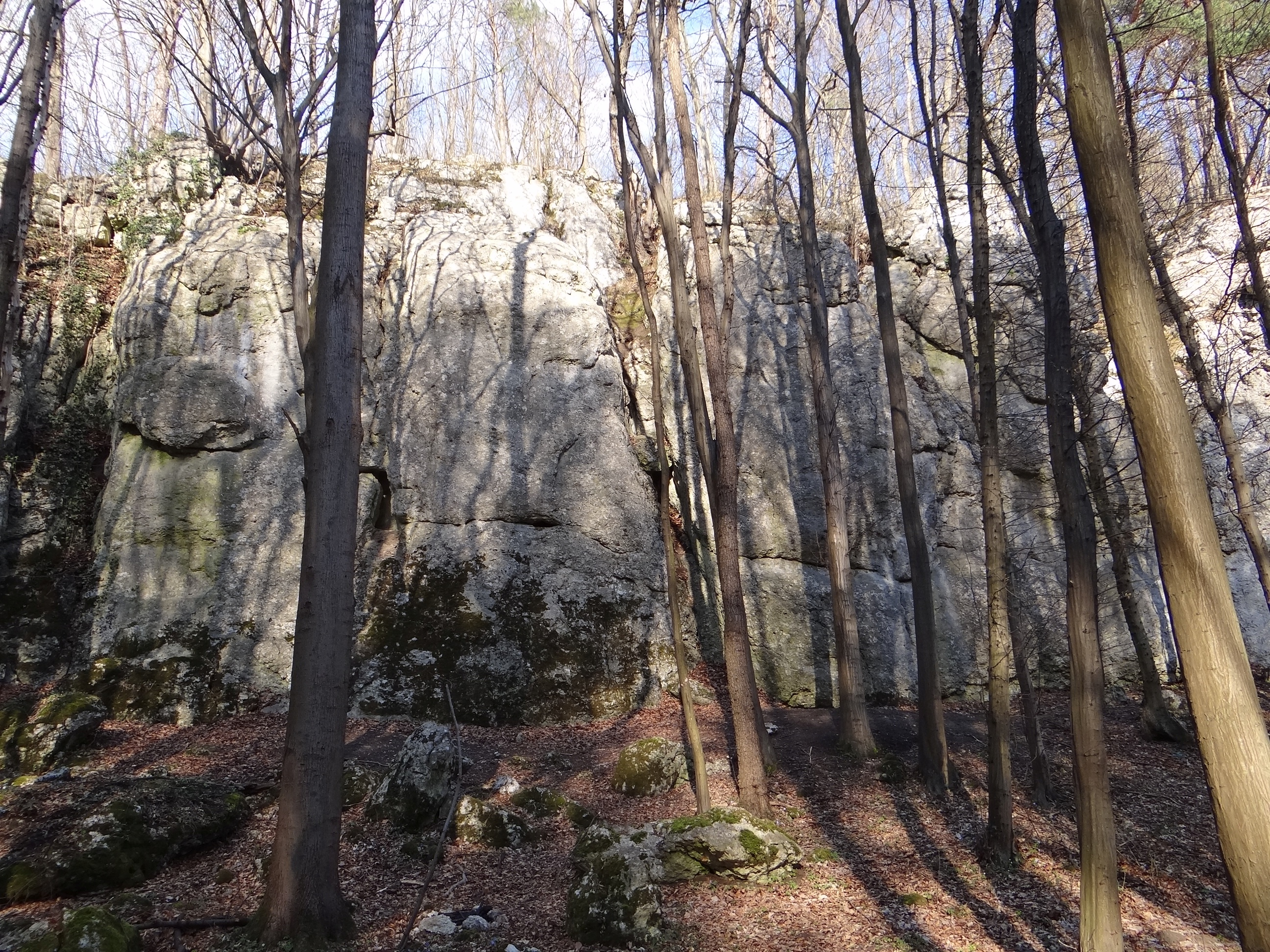
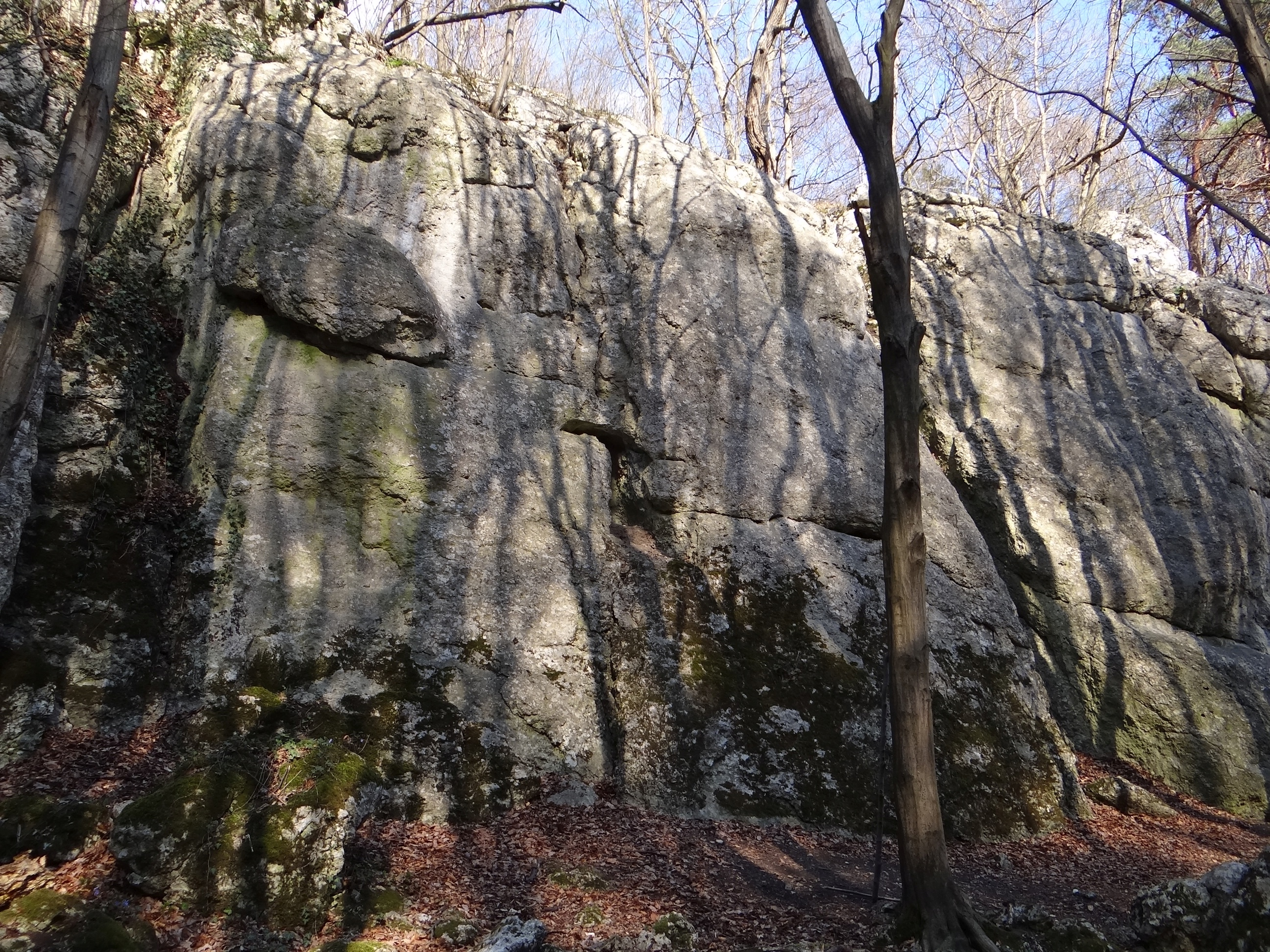
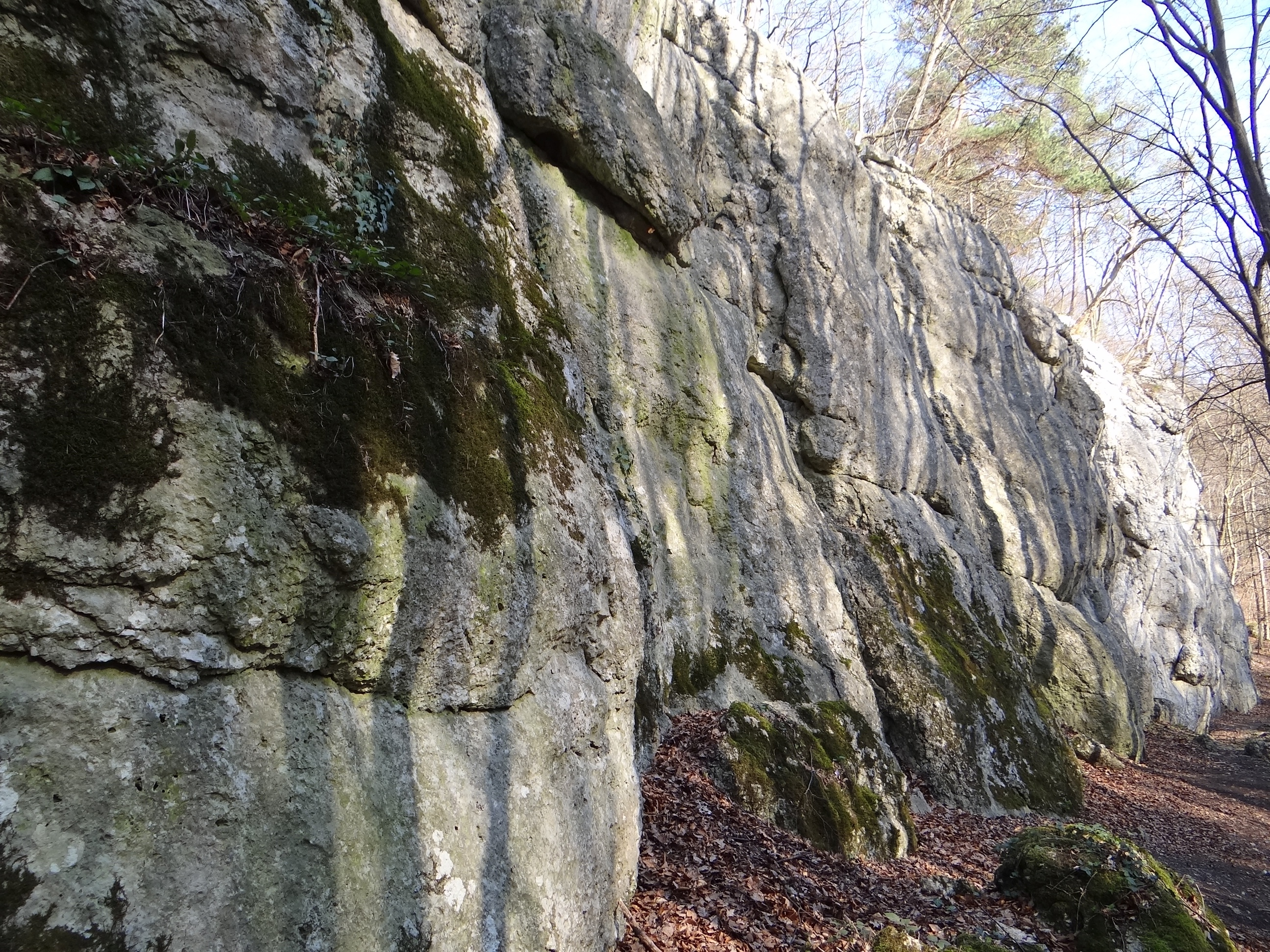
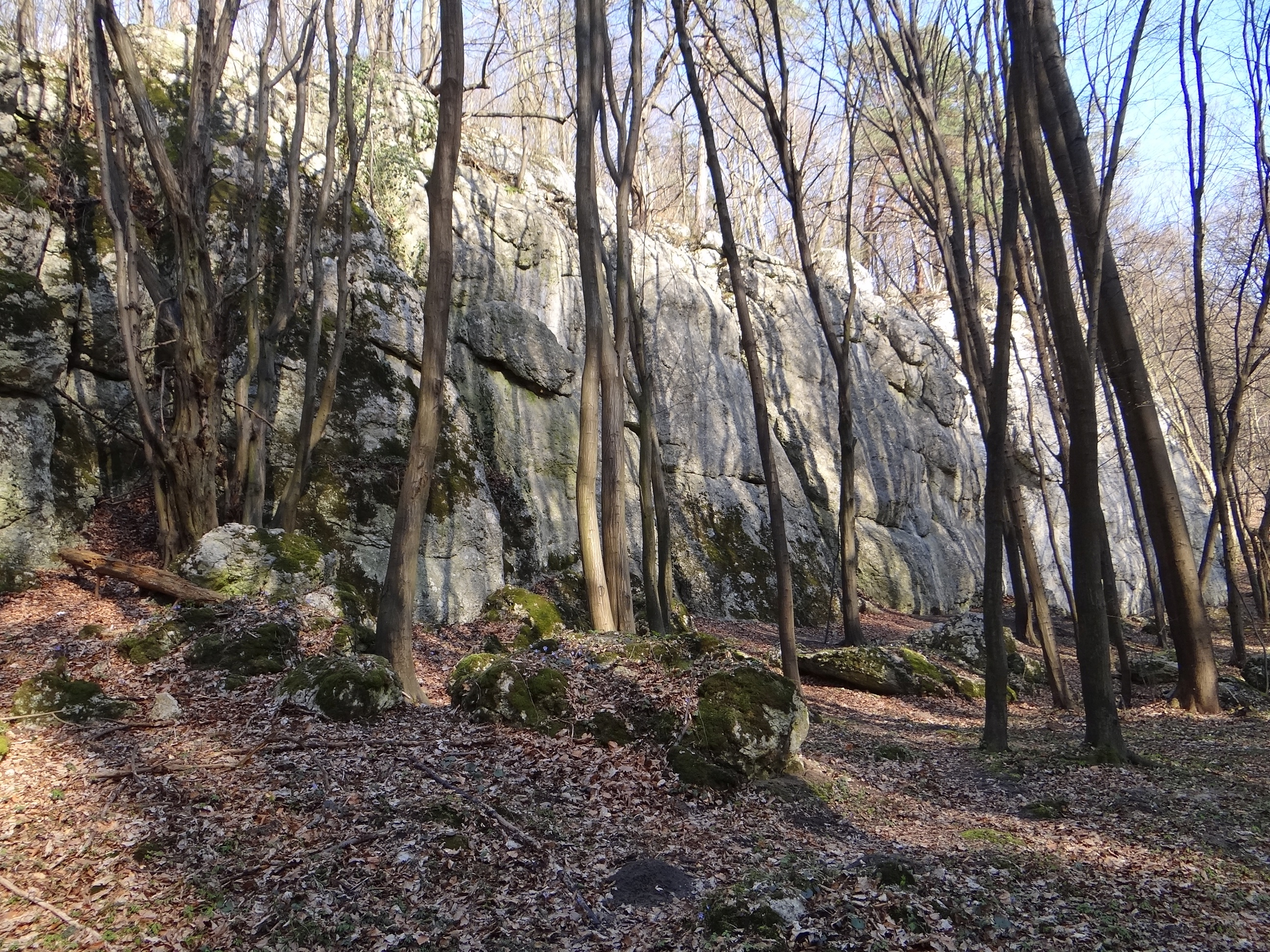

## Drogi wspinaczkowe
1. Cichym ścigaj ją lotem, VI, 3r + st, 12 m
2. W try miga, III, 3r + st, 12 m
3. Grog z kapustą, VI.1, 4r + st, 12 m
4. Dodaj do ulubionych, VI, 4r + st, 12 m
5. Sasanka, V, 3r + st, 12 m
6. Dębowy kominek, III, 12 m
7. Światłocień, V, 3r + st, 12 m
8. Parada nierówności, VI.2, 4r + st, 12 m
9. Burzliwe życie żółwia Kleofasa, VI.1, 3r + st, 12 m
10. Dębowe korytko, V, 4r + st, 12 m
11. Słodkie harfy elfów, VI.1+, 3r + st, 12 m
12. Elen Sila Lumenn Omentielvo, VI+, 4r + st, 12 m
13. Dębowy filarek, VI.1, 3r + st, 12 m